# Orešje (jezero)
Orešje je umjetno jezero u Hrvatskoj. Nalazi se u Zagrebačkoj županiji, u blizini naselja Orešje (po kojem je dobilo ime) i Bestovje. Površina iznosi 39 hektara. Jezero je poznato kao mjesto za ribolov; živi ovdje šarani, amuri, štuke, smuđi i somovi. U jezeru nalazi se veliki broj otočića.